# Un divan à Tunis
Pour plus de détails, voir Fiche technique et Distribution.
Un divan à Tunis ou Arab Blues est une comédie dramatique franco-tunisienne réalisée par Manele Labidi et sortie en 2019.

## Synopsis
Après avoir passé une partie de sa vie en France, Selma, jeune psychanalyste, revient dans son pays d'origine, la Tunisie, et ouvre son cabinet à Ezzahra en banlieue de Tunis. Au lendemain de la révolution, les Tunisiens s'interrogent sur l'avenir politique et économique de leur pays, en pleine reconstruction après une longue période de dictature. Alors que Selma commence à trouver ses marques, elle se heurte à l'administration bancale du pays en apprenant qu'il lui manque une autorisation indispensable pour exercer son métier,.

## Fiche technique
- Titre original : Un divan à Tunis
- Réalisation : Manele Labidi
- Assistants réalisateurs : 1) Guillaume Huin / 2) Yosra Bouzaiene
- Scénario : Manele Labidi, avec la collaboration de Maud Ameline
- Décors : Mila Preli, Raouf Hélioui et Hyat Luszpinski
- Costumes : Lenaig Periot-Boulben
- Directeur de la photographie : Laurent Brunet
- Montage : Yorgos Lamprinos assisté de Morgane Maurel
- Musique : Flemming Nordkrog
- Superviseur musical : Martin Caraux
- Son : Olivier Dandré
- Producteur : Jean-Christophe Reymond
  - Producteur associé : Amaury Ovise
  - Coproducteur : Olivier Père
- Sociétés de production : Kazak Productions et Arte France Cinéma
  - SOFICA : Cinémage 13, Cinéventure 4, Cofinova 15, Cofimage 40, Indéfilms 7
- Sociétés de distribution  France : Diaphana Distribution
- Pays d'origine :  France et  Tunisie
- Langue originale : français et arabe
- Format : couleur
- Genre : comédie dramatique
- Durée : 88 minutes
- Budget : 2 millions d'euros
- Dates de sortie :
  - Italie : 2 septembre 2019 (Giornate degli autori, Venise)
  - Canada : 10 septembre 2019 (Toronto 2019)
  - France : 
    - 21 octobre 2019 (Bordeaux)
    - 12 février 2020 (en salles)

  - Tunisie : 27 octobre 2019 (Carthage)

## Distribution

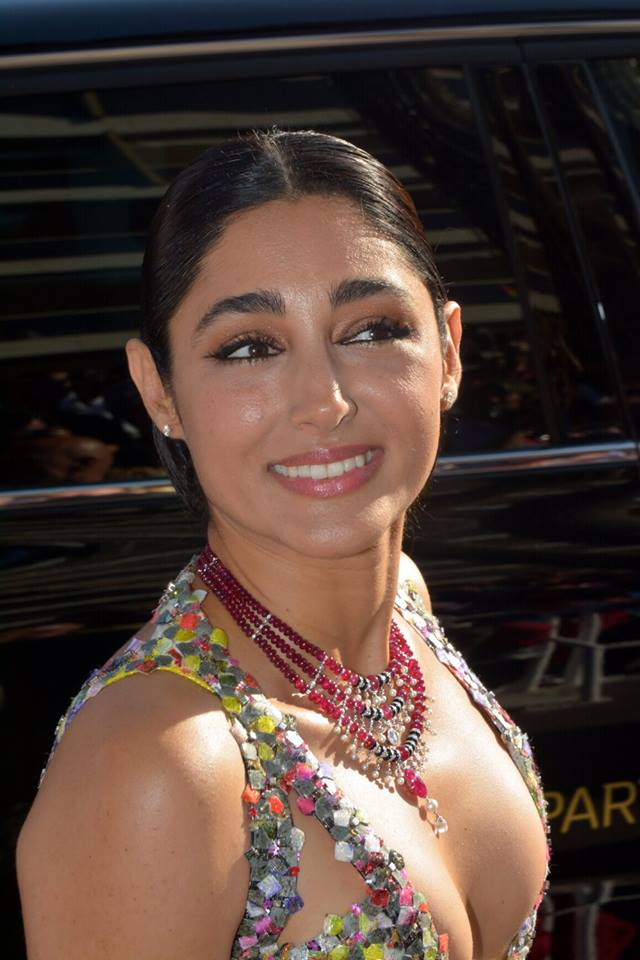
Golshifteh Farahani, qui interprète Selma.

- Golshifteh Farahani : Selma Derwish
- Majd Mastoura : Naïm, l'inspecteur de police
- Hichem Yacoubi : Raouf, un patient de Selma et boulanger
- Ramla Ayari : Amel, la tante de Selma
- Najoua Zouhair : Nour, la secrétaire du ministère de la Santé
- Jamel Sassi : Fares, l'imam
- Aïsha Ben Miled : Olfa, la nièce de Selma
- Feriel Chamari : Baya, la propriétaire du salon de coiffure
- Moncef Ajengui : Mourad, l'oncle de Selma
- Zied Mekki : Amor, un policier
- Oussama Kochkar : Chokri, l'autre policier
- Amer Arbi : Haroun
- Mhadheb Rmili : Ferid
- Rim Hamrouni : Meriem
- Yosra Bouzalene : Hafifa
- Atef Ben Chedly : Lobna
- Mourad Meherzi : Kamel
- Neji Hassouna : Freud, le conducteur de la voiture
- Bahri Rhali : Ezzedine, le grand-père
- Dalila Meftahi : Hajer, la tante avec le grand-père[3]

## Distinctions

### Sélection
- 2019 : Festival international du film de Valladolid : sélection officielle[4]

### Nomination
- César 2021 : Meilleur premier film pour Manele Labidi[5]

### Revue de presse
- Eithne O'Neill, « Un divan à Tunis », Positif, no 708,‎ février 2020, p. 54-55 (ISSN 0048-4911).